# Коза дамаскиня
Козата дамаскиня е порода кози . Породата произхожда от Сирия и е внесена от семейство Антониадес и британците в Кипър, където е селективно развъждана. Козите дамаскини дават качествено мляко и месо. 
Козите дамаскини са характерни с дългите си уши, обратната захапка и други нестандартни анатомични форми. Поради тази причина често те носят престиж на стопаните си. Коза дамаскиня на име Qahr спечели първата награда за титлата "Най-красива коза" на състезанието Mazayen al-Maaz в Рияд на 13 юни 2008 г. 
В книгата "Истории от ръчния багаж" на Георги Милков има кратък пътепис, в който се описва важността на козата дамаскиня за някои палестински фермери.
1. ↑  Милков, Георги. Истории от ръчния багаж.   София, Книгомания, 2023. ISBN 978-619-195-349-3. с. 101-103.